# Krztynia
Krztynia – niewielka rzeka długości 24,8 km, lewy dopływ Pilicy. Wypływa w okolicach wsi Siamoszyce, w województwie śląskim, w powiecie zawierciańskim, w gminie Kroczyce. Początkowo kieruje się w kierunku północno-wschodnim i przepływa przez miejscowości Przyłubsko i Huta Szklana a w miejscowości Pradła przepływa pod drogą krajową nr 78. Płynąc dalej wzdłuż tej drogi, w okolicy wsi Zawada Pilicka przyjmuje do siebie swój lewy dopływ Białkę a kilka kilometrów dalej, na zachód od Szczekocin, swój drugi dopływ (prawy) Żebrówkę. Wpada do Pilicy na północnym skraju Szczekocin.

## Dopływy
(w kolejności od źródeł do ujścia)
- Białka (L)
- Żebrówka (P)